# Bürgerwerkstatt
Die Bürgerwerkstatt ist ein Beteiligungsverfahren, das allen Bürgern einer Stadt oder Gemeinde in Deutschland offensteht. Es soll sicherstellen, dass alle Ideen zur Gestaltung eines Bereiches gesammelt und in die Diskussion aufgenommen werden. Beabsichtigt ist es, eine Lösung auf Basis einer breiten Mitwirkung zu finden. Zusammen mit den Bürgern sollen Zielvorstellungen entwickelt und so die Basis für eine Neuplanung vorbereitet werden. Eine Entscheidung im kommunalen Bereich trifft die Bürgerwerkstatt nicht, sondern das jeweils zuständige Gremium – etwa der Stadt- oder Gemeinderat.

## Beispiel
Eine Bürgerwerkstatt hat die Stadt Bonn zur Gestaltung des Bereiches vor dem Hauptbahnhof im Oktober 2005 eingerichtet.